# Дедлер, Карин
Карин Дедлер, в замужестве Файгеле (нем. Karin Dedler-Feigele; род. 2 февраля 1963, Дитмансрид) — немецкая горнолыжница, специалистка по скоростному спуску и супергиганту. Представляла сборную ФРГ по горнолыжному спорту в 1984—1992 годах, бронзовая призёрка чемпионата мира, серебряная и дважды бронзовая призёрка этапов Кубка мира, двукратная чемпионка западногерманского национального первенства, участница зимних Олимпийских игр в Калгари.

## Биография
Карин Дедлер родилась 2 февраля 1963 года в ярмарочной общине Дитмансрид, Бавария. Серьёзно заниматься горнолыжным спортом начала во время обучения в Мюнхенском университете, позже проходила подготовку в Кемптене в местном одноимённом спортивном клубе.
В декабре 1984 года вошла в основной состав западногерманской национальной сборной и дебютировала в Кубке мира, в частности на этапе в швейцарском Давосе заняла восьмое место в супергиганте.
Принимала участие в чемпионате мира 1987 года в Кран-Монтане, где стала двенадцатой в скоростном спуске и тринадцатой в супергиганте.
Благодаря череде удачных выступлений удостоилась права защищать честь страны на зимних Олимпийских играх 1988 года в Калгари — стартовала исключительно в программе комбинации, расположившись в итоговом протоколе на четырнадцатой строке.
После Олимпиады Дедлер осталась в составе горнолыжной команды Западной Германии и продолжила принимать участие в крупнейших международных соревнованиях. Так, в 1989 году она побывала на мировом первенстве в Вейле, откуда привезла награду бронзового достоинства, выигранную в скоростном спуске — пропустила вперёд только швейцарку Марию Валлизер и канадку Карен Перси. Также финишировала здесь пятой в гигантском слаломе и одиннадцатой в супергиганте.
В 1990 году Карин Дедлер завоевала первые медали Кубка мира, взяв две бронзы в скоростном спуске.
На чемпионате мира 1991 года в Зальбах-Хинтерглеме показала тринадцатый результат в супергиганте. Кроме того, в этом сезоне добавила в послужной список серебряную медаль, выигранную в супергиганте на домашнем этапе Кубка мира в Гармиш-Партенкирхене.
Впоследствии оставалась действующей спортсменкой вплоть до 1992 года. В течение своей спортивной карьеры Дедлер в общей сложности 26 раз попадала в первую десятку на различных этапах Кубка мира, в том числе трижды поднималась на подиум. Ей так и не удалось завоевать Хрустальный глобус, но в одном из сезонов она была в супергиганте четвёртой. Наивысшая позиция в общем зачёте всех дисциплин — 11 место. Является, помимо всего прочего, двукратной чемпионкой Западной Германии по горнолыжному спорту.